# ناحیه دیفا
ناحیه دیفا (به لاتین: Diffa Region) یک منطقهٔ مسکونی در نیجر است که در نیجر واقع شده‌است. ناحیه دیفا ۱۵۶٬۹۰۶ کیلومتر مربع مساحت و ۵۹۳٬۸۲۱ نفر جمعیت دارد.